# Heliport Sermiligaaq

i7
i11
i13
Der Heliport Sermiligaaq (ICAO-Code: BGSG) ist ein Hubschrauberlandeplatz in Sermiligaaq im östlichen Grönland. Da er kein Abfertigungsgebäude besitzt, wird der Heliport auch als Helistop bezeichnet.

## Lage und Ausstattung
Der Heliport liegt im südlichen Teil des Dorfs auf einer Höhe von 33 Fuß und hat eine mit Gras bedeckte kreisrunde Landefläche mit einem Durchmesser von 30 Metern.

## Fluggesellschaften und Ziele
Der Heliport wird von Air Greenland bedient, welche regelmäßige Flüge zum Heliport Tasiilaq anbietet. Von dort aus kann der Flughafen Kulusuk erreicht werden.